# Estado Libre de Oldemburgo
El Estado Libre de Oldemburgo (del alemán: Freistaat Oldenburg) fue un estado de la República de Weimar. Fue establecido en 1918 tras la abdicación del Gran Duque Federico Augusto II siguiendo la revolución alemana.
En 1937, perdió el distrito exlcave de Eutin cerca de la costa báltica y Birkenfeld en el suroeste de Alemania en favor de Prusia y ganó la ciudad de Wilhelmshaven. Al inicio de la II Guerra Mundial en 1939, como resultado de estos cambios territoriales, Oldemburgo tenía un área de 5.375 km² y una población de 580.000 habitantes.
Después de la II Guerra Mundial, Oldemburgo fue fusionado en el estado de nueva formación de Baja Sajonia como la región administrativa (Verwaltungsbezirk) de Oldemburgo. Ambos territorios se convirtieron en parte de la República Federal de Alemania en 1949. Los dos enclaves se convirtieron en parte de los estado federados de Schleswig-Holstein y Renania-Palatinado respectivamente.

## Primeros Ministros del Estado Libre de Oldemburgo
| Nombre            | Nombre              | Asume el cargo | Deja el cargo | Partido | Partido       |
| ----------------- | ------------------- | -------------- | ------------- | ------- | ------------- |
|                   | Bernhard Kuhnt      | 1918           | 1919          |         | USPD          |
|                   | Theodor Tantzen     | 1919           | 1923          |         | DDP           |
|                   | Eugen von Finckh    | 1923           | 1930          |         | Independiente |
|                   | Friedrich Cassebohm | 1930           | 1932          |         | Independiente |
|                   | Carl Röver          | 1932           | 1933          |         | NSDAP         |
|                   | Georg Joel          | 1933           | 1945          |         | NSDAP         |
|                   | Theodor Tantzen     | 1945           | 1946          |         | NSDAP         |
| Reichsstatthalter |                     |                |               |         |               |
|                   | Carl Röver          | 1933           | 1942          |         | NSDAP         |
| Reichsstatthalter |                     |                |               |         |               |
|                   | Paul Wegener        | 1942           | 1945          |         | NSDAP         |